# الستة الكبار (الدوري الإنجليزي الممتاز)
الستة الكبار هو مصطلح غير رسمي يستخدم للإشارة بشكل جماعي إلى ستة أندية كرة قدم في الدوري الإنجليزي الممتاز، وهو أرسنال، تشيلسي، ليفربول، مانشستر سيتي، مانشستر يونايتد وتوتنهام هوتسبير.  وهم معروفون بأنهم أنجح الأندية في تاريخ الدوري الإنجليزي الممتاز. 

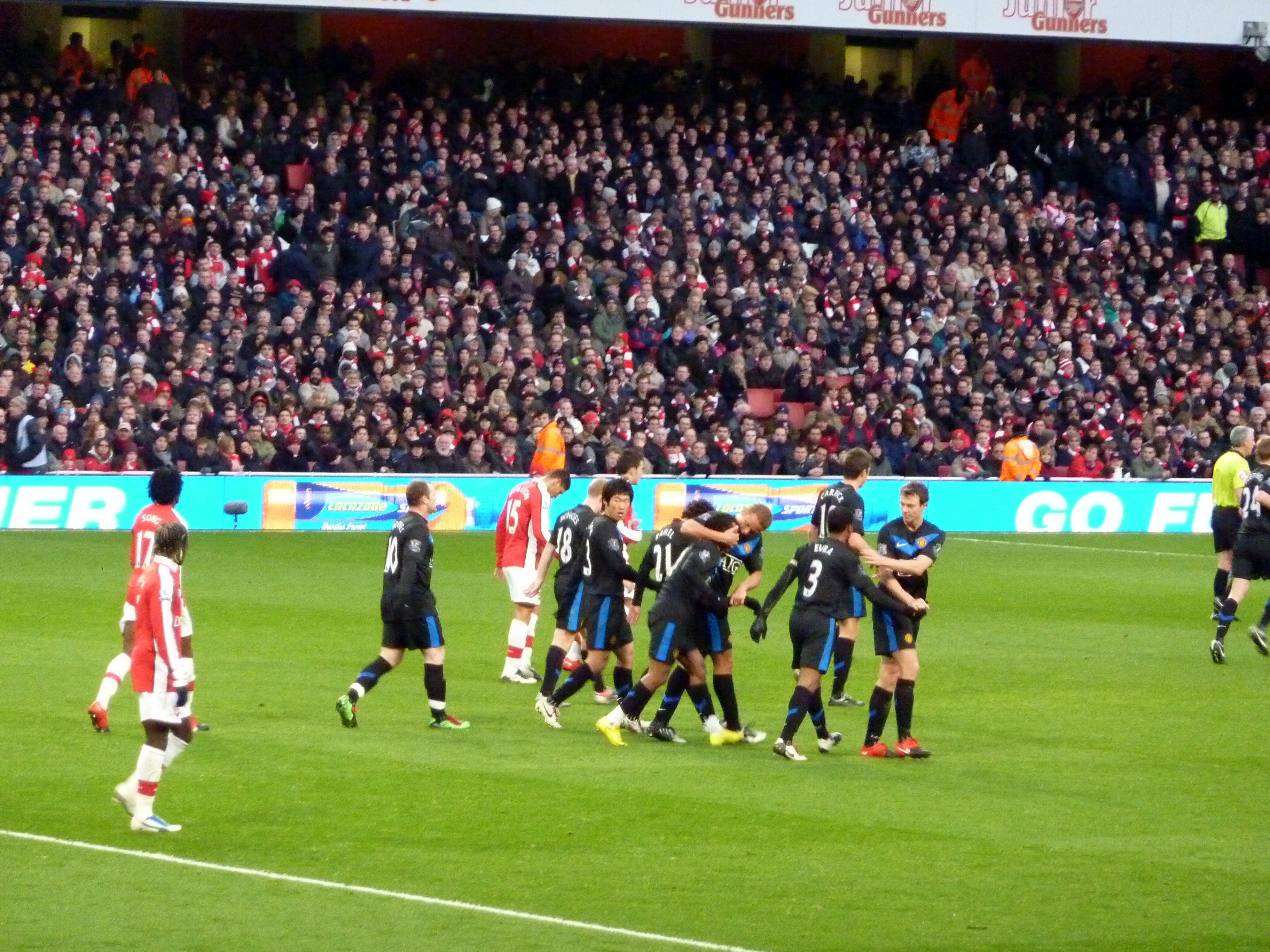
لاعبو أرسنال ومانشستر يونايتد في مباراة على ملعب الإمارات في يناير 2010.

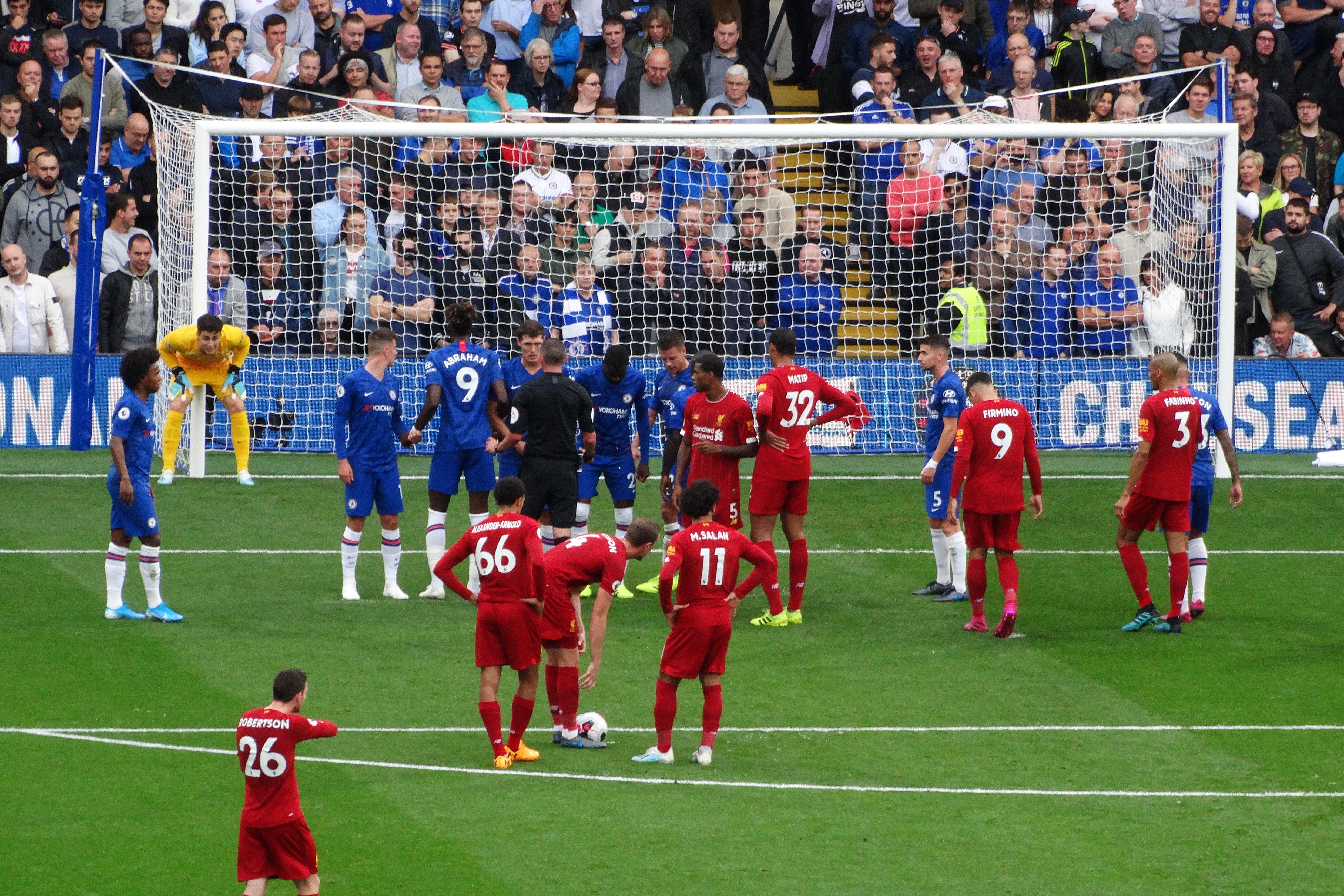
لاعبو تشيلسي وليفربول في مباراة 2019.

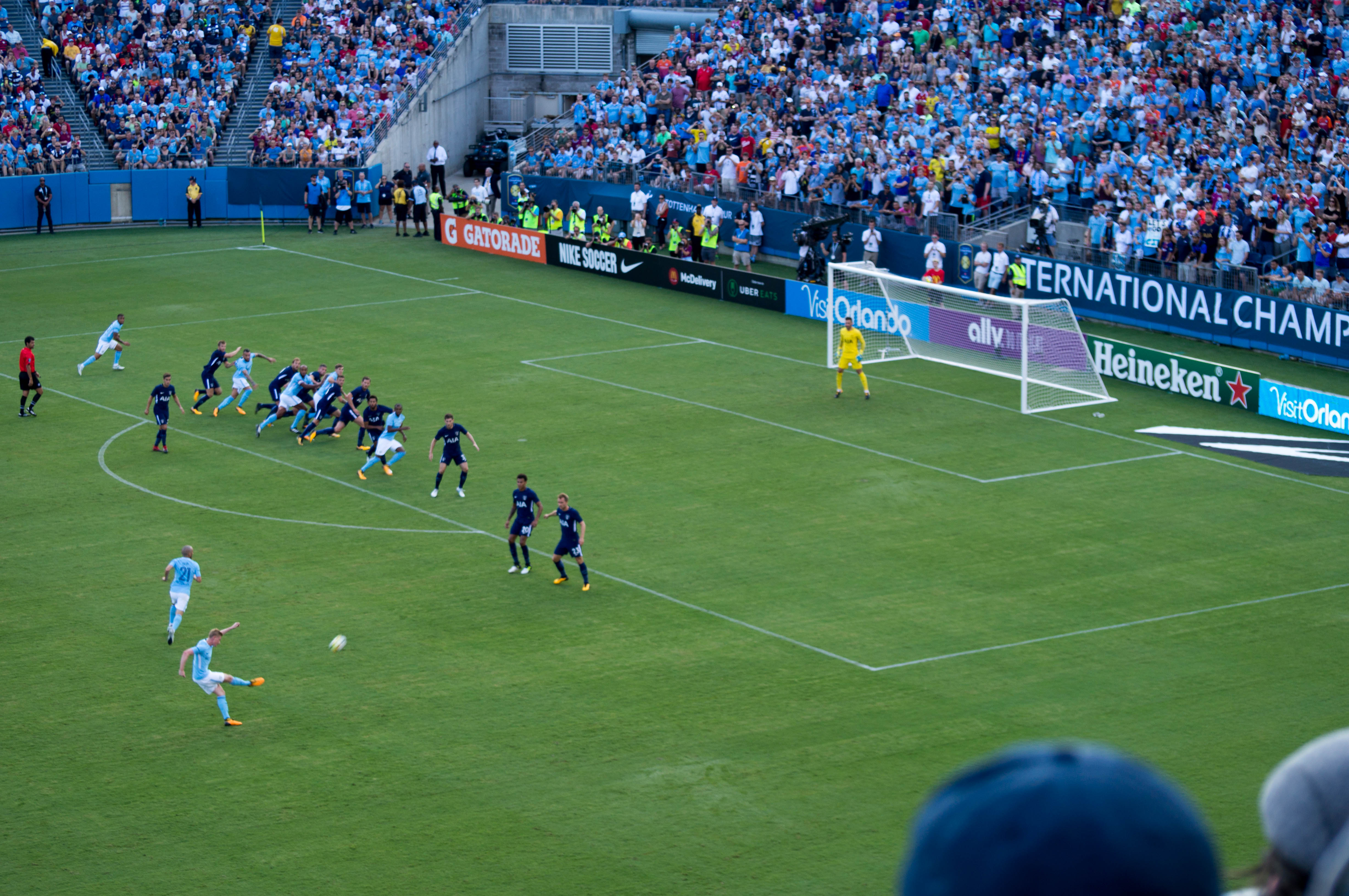
لاعبو مانشستر سيتي وتوتنهام هوتسبير في ملعب نيسان في ناشفيل بالولايات المتحدة عام 2017.

## خلفية
في أوائل تسعينيات القرن العشرين، قادت "الخمسة الكبار" مانشستر يونايتد وليفربول وإيفرتون وأرسنال وتوتنهام هوتسبير تأسيس الدوري الإنجليزي الممتاز.   تم الاعتراف بمانشستر يونايتد وأرسنال باعتبارهما من أندية الكبار في أواخر التسعينيات وحتى منتصف العقد الأول من القرن الحادي والعشرين بسبب هيمنتهما وتنافسهما.   ثم توسع هذا التصنيف ليصبح "الأربعة الكبار" ليشمل تشيلسي وليفربول، حيث احتلت الأندية الأربعة بانتظام المراكز الأربعة الأولى في الدوري الإنجليزي الممتاز بين منتصف وأواخر العقد الأول من القرن الحادي والعشرين.   تم دمج مانشستر سيتي وتوتنهام هوتسبير لاحقًا في الستة الكبار، في أوائل العقد الأول من القرن الحادي والعشرين، بسبب نجاحاتهم المتسقة ومراكزهم العالية في الدوري. 
غالبًا ما يُشار إلى أندية الستة الكبار باعتبارها "المجموعة الأكثر نجاحًا في كرة القدم الحديثة".  وفقًا لتقرير التحليل المالي في عام 2019، فقد شكلوا 57.5% من إجمالي الإيرادات السنوية لجميع أندية الدوري الإنجليزي الممتاز،  وفي عامي 2022 و2023، حققت أندية الستة الكبار إيرادات سنوية تتراوح بين 372 مليون جنيه إسترليني إلى 713 مليون جنيه إسترليني.  في عام 2021، بلغ متوسط إنفاق أندية الستة الكبرى على الانتقالات 50.9 مليون جنيه إسترليني، وهو أكثر من ضعف المبلغ الذي أنفقه أي نادٍ آخر في الدوري. 

## التاريخ

### الثمانينيات: الخمسة الكبار
في الثمانينيات، ظهرت الفرق الخمسة الكبار - والتي تتكون من مانشستر يونايتد وليفربول وإيفرتون وأرسنال وتوتنهام هوتسبير.   قبل ذلك، لم تكن هناك "مجموعة النخبة" الواضحة لكرة القدم الإنجليزية. سيطرت الأندية على المسابقات الكبرى في الثمانينيات. سيطرت ثلاثة من الأندية (أرسنال وإيفرتون وليفربول) على لقب دوري الدرجة الأولى خلال هذه الفترة. 
في أكتوبر 1990، التقى ممثلو الخمسة الكبار مع المسؤول الإعلامي جريج دايك لمنافسة تأسيس الدوري الإنجليزي الممتاز، مما أدى إلى تأسيسه في عام 1992. 

### التسعينيات: الاثنان الكبار
احتل مانشستر يونايتد المركز الأول في خمسة من المواسم السبعة الأولى، والمركز الثاني في الموسمين الآخرين. بعد تعيين أرسين فينغر مدرباً رئيسياً له في عام 1996، بدأ أرسنال في الانخراط في مستويات أعلى من التنافسية مع مانشستر يونايتد، حيث هيمن الناديان على المركزين الأول والثاني في الدوري الإنجليزي الممتاز بين عامي 1998 و2003. ونتيجة لذلك، تم الاعتراف بهم باعتبارهم الاثنان الكبار في الدوري الإنجليزي الممتاز من قبل وسائل الإعلام الرئيسية.   فاز مانشستر يونايتد بخمسة ألقاب للدوري (1999–2000، 2000–01، 2002–03، 2006–07، 2007–08)، بينما حصل أرسنال على لقبين (2001–02، 2003–04).  أدى عدم هزيمة أرسنال في موسم 2003–04 إلى حصوله على لقب "الفريق الذي لا يقهر"، وهو الفريق الوحيد الذي حقق هذا اللقب في عصر الدوري الإنجليزي الممتاز. 
بدأ ليفربول في تحدي الاثنان الكبار منذ عام 2001، بسبب فوزه "بالثلاثية" بكأس الاتحاد الأوروبي وكأس رابطة الأندية الإنجليزية المحترفة وكأس الاتحاد الإنجليزي، بالإضافة إلى فوز مهاجمه مايكل أوين بجائزة الكرة الذهبية في نفس العام، بالإضافة إلى إنهاء النادي في المراكز الستة الأولى في الدوري الإنجليزي الممتاز في أوائل العقد الأول من القرن الحادي والعشرين بشكل ثابت.  ومع ذلك، واصل الاثنان الكبار الهيمنة على الدوري الإنجليزي الممتاز. في العام التالي، احتل ليفربول المركز الثاني، ليصبح أول نادٍ خارج الاثنان الكبار منذ نيوكاسل يونايتد في عام 1997 ينهي الدوري الإنجليزي الممتاز ضمن أفضل مركزين، على الرغم من أن الاثنان الكبار سيسيطران على المركزين الأولين مرة أخرى في الموسم التالي.

### العقد الأول من القرن الحادي والعشرين: الأربع الكبار
في عام 2003، تم شراء نادي تشيلسي من قبل رجل الأعمال الروسي رومان أبراموفيتش، وهو الأمر الذي قاد النادي إلى أداء أفضل وتقدير أعلى. وإلى جانب النجاح المتزايد الذي حققه ليفربول، أدى ذلك في نهاية المطاف إلى تشكيل الأربع الكبار مع أرسنال ومانشستر يونايتد. في الفترة ما بين 2004 و2009، سيطرت الأندية الأربع الكبار على المراكز الأربعة الأولى في الدوري الإنجليزي الممتاز، وكان نادي إيفرتون في عام 2005 هو الحدث الوحيد الذي نجح فيه نادٍ من خارج الأندية الأربع الكبار في احتلال أحد المراكز الأربعة الأولى خلال تلك الفترة. من عام 2005 إلى عام 2012، ظهرت أندية الأربع الكبار في سبع من نهائيات دوري أبطال أوروبا الثمانية، حيث فاز كل من ليفربول ومانشستر يونايتد وتشيلسي بلقب واحد، بينما احتل أرسنال المركز الثاني في عام 2006. 

### العقد الأول من القرن الحادي والعشرين: الستة الكبار
بعد استحواذ مجموعة أبو ظبي المتحدة والزيادة اللاحقة في أموال الإنفاق، بدأ مانشستر سيتي في شراء لاعبين النخبة وتأهل لدوري أبطال أوروبا في عام 2011، لأول مرة في تاريخه بالإضافة إلى الفوز بلقب الدوري الإنجليزي الممتاز في موسم 2011–12.  أنهى توتنهام هوتسبير، تحت إدارة هاري ريدناب من عام 2009 إلى عام 2012، الموسم في المركزين الرابع والخامس باستمرار، مما أدى إلى انضمامه إلى الأربع الكبار مع مانشستر سيتي لتشكيل الستة الكبار.   كان موسم 2010–11 من الدوري الإنجليزي الممتاز هو المرة الأولى في تاريخ المسابقة التي أنهت فيها الأندية الستة الموسم ضمن المراكز الستة الأولى. 
سيطرت الأندية الستة الكبار على مراكز إنهاء المراكز الأربعة الأولى في الدوري الإنجليزي الممتاز بين عامي 2010 و2022، وكان موسم 2015–16 هو الموسم الوحيد الذي لم يحقق فيه أحد أندية الستة الكبار أي مركز ضمن المراكز الأربعة الأولى، حيث انتهى بتتويج ليستر سيتي باللقب لأول مرة.  في المواسم بين عامي 2010 و2024، كانت هناك اثنتي عشرة حالة لم يتمكن فيها أحد أندية الستة الكبار من إنهاء الموسم ضمن المراكز الستة الأولى، وبين عامي 2019 و2024، كان هناك موسم واحد أنهت فيه أندية الستة الكبار الموسم ضمن المراكز الستة الأولى في الدوري، وانتقلت من موسم 2016–17 إلى موسم 2019–20 عندما احتلت الفرق الستة الكبار جميع المراكز الستة الأولى. 
في عام 2021، تم تأسيس دوري السوبر الأوروبي (ESL)، وهو مسابقة تم إنشاؤها بهدف استبدال دوري أبطال أوروبا، وتتكون من الأندية الستة الكبرى وستة أندية أخرى من الدوريات الخمس الكبار.   بعد تلقي ردود فعل عنيفة من حكومة المملكة المتحدة والاتحاد الإنجليزي لكرة القدم والدوري الإنجليزي الممتاز، انسحبت أندية الستة الكبار من دوري الدرجة الثانية الإنجليزي وغُرِّمت بمبلغ إجمالي قدره 22 مليون جنيهًا إسترلينيًا من قبل المنظمتين الأخيرتين، بالإضافة إلى الخضوع لعقوبات محتملة بما في ذلك خصم 30 نقطة وغرامة قدرها 25 مليون جنيهًا إسترلينيًا لمحاولات مستقبلية للانضمام إلى دوري مماثل.  وفي وقت لاحق، قامت الحكومة بتشكيل هيئة تنظيمية مستقلة بقيادة المشجعين، حيث كلفت أندية الدوري الإنجليزي الممتاز بالتعامل مع جزء كبير من تمويلها. 
في عامي 2022 و2023، حقق كل من أندية الستة الكبار إيرادات سنوية تتراوح بين 372 مليون إلى 375 مليون جنيه إسترليني.  في عام 2021، بلغ متوسط إنفاق أندية الستة الكبرى على الانتقالات 50.9 مليون جنيهًا إسترلينيًا، أي أكثر من ضعف المبلغ الذي أنفقه أي نادٍ آخر في الدوري.  وصفتهم صحيفة هيرالد بأنهم أندية "تتمتع بأكبر أرصدة بنكية وأكبر قواعد جماهيرية". 

## اللاعبين
لقد لعب سبعة لاعبين لصالح ثلاثة أو أكثر من أندية الستة الكبار. نيكولا أنيلكا ورحيم ستيرلينغ هما اللاعبان الوحيدان اللذان لعبا لأربعة مواسم، حيث يمثلان كل من أرسنال وتشيلسي وليفربول ومانشستر سيتي، بينما لعب كل من كولو توريه و‍ويليام غالاس وإيمانويل أديبايور ودانييل ستوريدج لثلاثة مواسم.   منذ تأسيس الدوري الإنجليزي الممتاز حتى أغسطس 2022، كان هناك 77 انتقالًا للاعبين بين ناديين من الأندية الستة الكبار. 
| اللاعب            | سنوات النشاط | الأندية                               |
| ----------------- | ------------ | ------------------------------------- |
| ويليام غالاس      | 1995–2014    | أرسنال، تشيلسي، توتنهام هوتسبير       |
| نيكولا أنيلكا     | 1996–2015    | أرسنال، تشيلسي، ليفربول، مانشستر سيتي |
| كولو توريه        | 1999–2017    | أرسنال، ليفربول، مانشستر سيتي         |
| إيمانويل أديبايور | 2001–2023    | أرسنال، مانشستر سيتي، توتنهام هوتسبير |
| دانييل ستوريدج    | 2006–2022    | تشيلسي، ليفربول، مانشستر سيتي         |
| رحيم ستيرلينغ     | 2012–        | أرسنال، تشيلسي، ليفربول، مانشستر سيتي |

## دوري السوبر الأوروبي
تأسست مسابقة منفصلة، دوري السوبر الأوروبي (ESL)، في عام 2021 بهدف استبدال دوري أبطال أوروبا، وتتكون من اثني عشر عضوًا مؤسسًا بما في ذلك أندية الستة الكبار.  بعد تلقي ردود فعل عنيفة من حكومة المملكة المتحدة واتحاد كرة القدم والدوري الإنجليزي الممتاز، انسحبت أندية الستة الكبار من دوري الدرجة الثانية الإنجليزي وتم تغريمها بمبلغ إجمالي قدره 22 مليون جنيه إسترليني من قبل المنظمتين الأخيرتين، بالإضافة إلى تعرضها لعقوبات محتملة بما في ذلك خصم 30 نقطة وغرامة قدرها 25 مليون جنيه إسترليني لمحاولات مستقبلية للانضمام إلى دوري مماثل.  تم تشكيل هيئة تنظيمية مستقلة "بقيادة المشجعين" من قبل حكومة المملكة المتحدة نتيجة لمشاركة أندية الستة الكبار في دوري السوبر الأوروبي والتي تم تكليفها أيضًا بمهمة تمويل الهيئة. 

## الأعضاء

### الإنجازات
مفتاح
| مفتاح البطولات: - L1 = دوري الدرجة الأولى/الدوري الإنجليزي الممتاز - FA = كأس الاتحاد الإنجليزي - LC = كأس الرابطة الإنجليزية - CS = الدرع الخيرية/درع المجتمع الإنجليزي - UCL = كأس أوروبا/دوري أبطال أوروبا - UEL = كأس الاتحاد الأوروبي/الدوري الأوروبي - UECL = دوري المؤتمر الأوروبي - CWC = كأس الكؤوس الأوروبية - US = كأس السوبر الأوروبي - WC = كأس الإنتركونتيننتال (1960–2004)/كأس العالم للأندية (2005–) |

| النادي          | الملعب               | المدينة | المدرب         | الألقاب | الألقاب | الألقاب | الألقاب | الألقاب | الألقاب | الألقاب | الألقاب | الألقاب | الألقاب | الألقاب |
| النادي          | الملعب               | المدينة | المدرب         | L1      | FA      | LC      | CS      | UCL     | UEL     | UECL    | CWC     | US      | WC      | المجموع |
| --------------- | -------------------- | ------- | -------------- | ------- | ------- | ------- | ------- | ------- | ------- | ------- | ------- | ------- | ------- | ------- |
| أرسنال          | ملعب الإمارات        | لندن    | ميكل أرتيتا    | 13      | 14      | 2       | 17      | 0       | 0       | 0       | 1       | 0       | 0       | 47      |
| تشيلسي          | ستامفورد بريدج       | لندن    | إنزو ماريسكا   | 6       | 8       | 5       | 4       | 2       | 2       | 1       | 2       | 2       | 1       | 33      |
| ليفربول         | أنفيلد               | ليفربول | أرني سلوت      | 20      | 8       | 10      | 16      | 6       | 3       | 0       | 0       | 4       | 1       | 68      |
| مانشستر سيتي    | استاد الاتحاد        | مانشستر | بيب غوارديولا  | 10      | 7       | 8       | 7       | 1       | 0       | 0       | 1       | 1       | 1       | 36      |
| مانشستر يونايتد | أولد ترافورد         | مانشستر | روبين أموريم   | 20      | 13      | 6       | 21      | 3       | 1       | 0       | 1       | 1       | 2       | 68      |
| توتنهام هوتسبير | ملعب توتنهام هوتسبير | لندن    | إنج بوستيكوغلو | 2       | 8       | 4       | 7       | 0       | 3       | 0       | 1       | 0       | 0       | 25      |

### المنافسات
هناك منافسات متعددة بين أندية الستة الكبار. لدى أرسنال منافسات في لندن مع تشيلسي وتوتنهام هوتسبير، ومنافسات في الدوري مع مانشستر سيتي ومانشستر يونايتد، في حين وصفت صحيفة الغارديان علاقة النادي مع ليفربول بأنها "ودية ورياضية".  تشمل منافسات تشيلسي، بالإضافة إلى أرسنال، ليفربول ومانشستر يونايتد وتوتنهام،  بينما تشمل منافسات ليفربول، مانشستر سيتي ومانشستر يونايتد، وكلاهما يشتركان في منافسة داخل المدينة، تُعرف باسم ديربي مانشستر. نشأت المنافسة بين تشيلسي ومانشستر سيتي من نجاحات الناديين في دوري أبطال أوروبا في أوائل العشرينيات من القرن الحادي والعشرين. 
- منافسة أرسنال وتشيلسي
- منافسة أرسنال ومانشستر سيتي
- منافسة أرسنال ومانشستر يونايتد
- منافسة أرسنال وتوتنهام هوتسبير
- منافسة تشيلسي وليفربول
- منافسة تشيلسي وتوتنهام هوتسبير
- منافسة ليفربول ومانشستر سيتي
- منافسة ليفربول ومانشستر يونايتد
- منافسة مانشستر سيتي ومانشستر يونايتد

### مراكز الدوري
| موسم                                                 | ARS | CHE | LIV | MCI | MUN | TOT |
| ---------------------------------------------------- | --- | --- | --- | --- | --- | --- |
| 2009–10                                              | 3   | 1   | 7   | 5   | 2   | 4   |
| 2010–11                                              | 4   | 2   | 6   | 3   | 1   | 5   |
| 2011–12                                              | 3   | 6   | 8   | 1   | 2   | 4   |
| 2012–13                                              | 4   | 3   | 7   | 2   | 1   | 5   |
| 2013–14                                              | 4   | 3   | 2   | 1   | 7   | 6   |
| 2014–15                                              | 3   | 1   | 6   | 2   | 4   | 5   |
| 2015–16                                              | 2   | 10  | 8   | 4   | 5   | 3   |
| 2016–17                                              | 5   | 1   | 4   | 3   | 6   | 2   |
| 2017–18                                              | 6   | 5   | 4   | 1   | 2   | 3   |
| 2018–19                                              | 5   | 3   | 2   | 1   | 6   | 4   |
| 2019–20                                              | 8   | 4   | 1   | 2   | 3   | 6   |
| 2020–21                                              | 8   | 4   | 3   | 1   | 2   | 7   |
| 2021–22                                              | 5   | 3   | 2   | 1   | 6   | 4   |
| 2022–23                                              | 2   | 12  | 5   | 1   | 3   | 8   |
| 2023–24                                              | 2   | 6   | 3   | 1   | 8   | 5   |
| 2024–25                                              | 2   | 4   | 1   | 3   | 15  | 17  |
| بطل الدوري دوري الأبطال الدوري الأوروبي دوري المؤتمر |     |     |     |     |     |     |